# Potenziale di Yukawa
Il potenziale di Yukawa, dal nome del fisico giapponese Hideki Yukawa, è un potenziale a portata corta, originariamente introdotto per descrivere l'interazione nucleare forte. Infatti, a differenza dell'interazione elettromagnetica che agisce a lunga distanza, l'interazione nucleare agisce solo allorché le particelle sono poste a distanza sufficientemente ravvicinata.

## Forma matematica
Matematicamente il potenziale di Yukawa può essere scritto
{\displaystyle V(r)=-{\frac {g^{2}}{r}}\,\mathrm {e} ^{-r/r_{0}}}
dove {\displaystyle g} è la costante di accoppiamento dell'interazione e {\displaystyle r_{0}} è la portata dell'interazione. Rispetto al potenziale coulombiano, il potenziale di Yukawa presenta in più un fattore di smorzamento esponenziale, responsabile della portata corta dell'interazione, il cui piccolissimo raggio d'azione è di un ordine di grandezza pari al parametro {\displaystyle r_{0}} presente nell'espressione matematica del potenziale.

## Mesone di Yukawa
Ipotizzando che la forza tra due nucleoni sia dovuta all'emissione di un quanto mediatore dell'interazione da parte di un nucleone e all'assorbimento dello stesso da parte dell'altro, è possibile ricavare la massa del quanto in questione. Il tempo impiegato da questo quanto per raggiungere l'altro nucleone è certamente maggiore di quello che impiegherebbe la luce, cioè r/c, se r è la distanza tra i due nucleoni. Inoltre mentre questo quanto “mediatore” agisce, la conservazione dell'energia è violata a causa dell'eccesso di massa (m) dovuto proprio alla presenza del quanto. Se il tempo di mediazione è finito sappiamo, dal principio di indeterminazione, che non è possibile misurare l'energia con una precisione migliore di {\displaystyle \Delta E\Delta t\geq \hbar /2}.
Ponendo:
{\displaystyle \Delta E=mc^{2}\ {\text{ e }}\ \Delta t=r_{0}/c}
possiamo scrivere:
{\displaystyle r_{0}={\frac {h}{4\pi mc}}}
Conoscendo {\displaystyle r_{0}}, la portata dell'interazione nucleare, è possibile ricavare la massa m del quanto, che risulta circa 290 volte quella dell'elettrone. Situandosi a metà fra le masse dell'elettrone e la massa di un nucleone, il quanto mediatore dell'interazione nucleare fu chiamato mesone. Inoltre, il mesone dovrebbe esistere con carica elettrica o anche neutro, poiché media tutte le possibili interazioni: neutrone-neutrone, protone-protone, neutrone-protone.
Il lavoro di Yukawa fu pubblicato nel 1935, sulla rivista giapponese “Proc. Phys. Math. Soc.”, ma non suscitò grande interesse fino a che non fu scoperta, nei raggi cosmici, una particella di massa simile a quella prevista, il muone, chiamato inizialmente mesotrone  (1937, esperimento di Neddermeyer e Anderson). La nuova particella fu inizialmente identificata - anche dallo stesso Yukawa - come il mesone mediatore dell'interazione nucleare forte, ma un successivo esperimento (1946, esperimento di Conversi, Pancini e Piccioni) dimostrò che si trattava di un oggetto con una probabilità di assorbimento differente da quella prevista. Nel 1947, la scoperta del mesone π o pione da parte del team dell'Università di Bristol guidato da Cecil Frank Powell (a cui parteciparono anche il fisico italiano Giuseppe Occhialini e il brasiliano Cesare Lattes) chiarì definitivamente la natura del mesone di Yukawa che fu identificato proprio con il pione.